# Şırnak

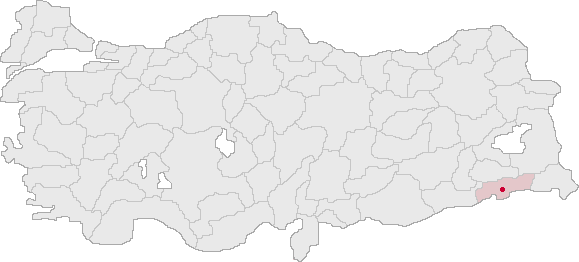
Współczesna turecka prowincja Şırnak

Şırnak – miasto w południowo-wschodniej Turcji, centrum administracyjne prowincji i dystryktu.
Według danych na rok 2000 miasto zamieszkiwało 52 743 osób, a według danych na rok 2004 całą prowincję ok. 389 000 osób. Gęstość zaludnienia w prowincji wynosiła ok. 54 osób na km².